# Liste der Naturdenkmale im Rems-Murr-Kreis

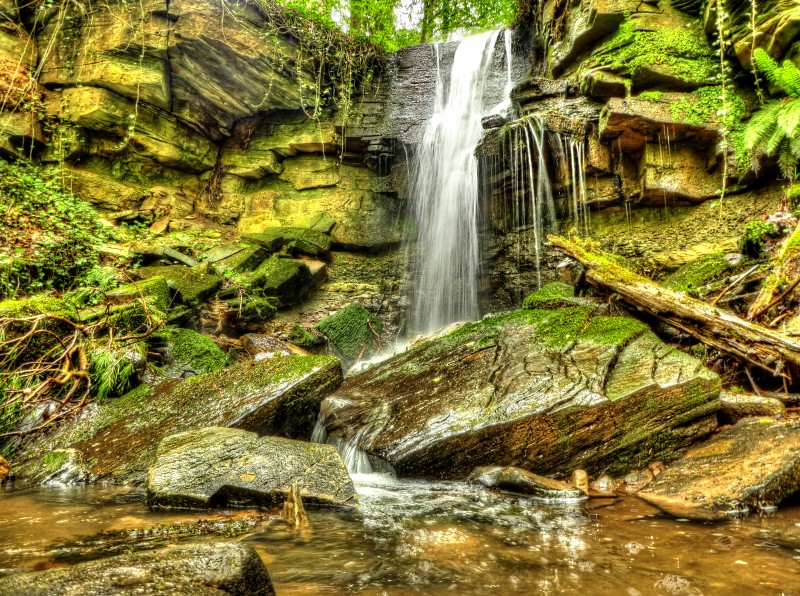
Naturdenkmal „Forellensprung“ bei Welzheim

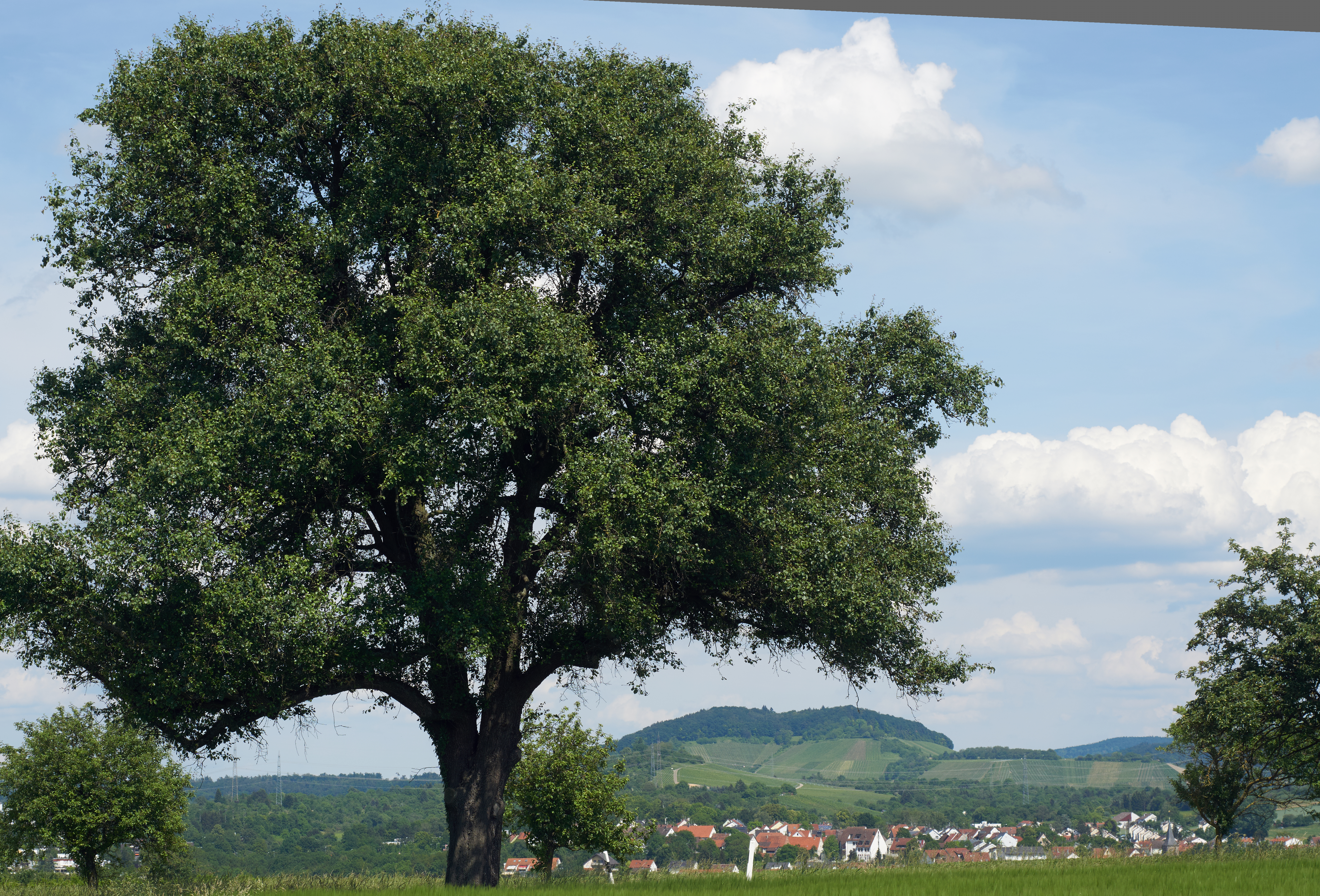
Naturdenkmal „Birnbaum“ in Waiblingen

Die Liste der Naturdenkmale im Rems-Murr-Kreis nennt die Listen der in den acht Städten und 23 weiteren Gemeinden im Rems-Murr-Kreis gelegenen Naturdenkmale. Im Rems-Murr-Kreis liegen Stand Juni 2025 insgesamt 611 flächenhafte Naturdenkmale (FND) und 235 als Naturdenkmal geschützte Einzelgebilde (END).

## Naturdenkmale im Zollernalbkreis
Stand: 6. Juni 2025.
| Gemeinde              | Liste                                               | Anzahl END | Anzahl FND | Gesamt |
| --------------------- | --------------------------------------------------- | ---------- | ---------- | ------ |
| Alfdorf               | Liste der Naturdenkmale in Alfdorf                  | 19         | 19         | 38     |
| Allmersbach im Tal    | Liste der Naturdenkmale in Allmersbach im Tal       | 1          | 8          | 9      |
| Althütte              | Liste der Naturdenkmale in Althütte                 | 6          | 20         | 26     |
| Aspach                | Liste der Naturdenkmale in Aspach (bei Backnang)    | 8          | 40         | 48     |
| Auenwald              | Liste der Naturdenkmale in Auenwald                 | 1          | 15         | 16     |
| Backnang              | Liste der Naturdenkmale in Backnang                 | 12         | 35         | 47     |
| Berglen               | Liste der Naturdenkmale in Berglen                  | 10         | 19         | 29     |
| Burgstetten           | Liste der Naturdenkmale in Burgstetten              | 2          | 5          | 7      |
| Fellbach              | Liste der Naturdenkmale in Fellbach                 | 0          | 19         | 19     |
| Großerlach            | Liste der Naturdenkmale in Großerlach               | 9          | 14         | 23     |
| Kaisersbach           | Liste der Naturdenkmale in Kaisersbach              | 8          | 28         | 36     |
| Kernen im Remstal     | Liste der Naturdenkmale in Kernen im Remstal        | 2          | 18         | 20     |
| Kirchberg an der Murr | Liste der Naturdenkmale in Kirchberg an der Murr    | 3          | 12         | 15     |
| Korb                  | Liste der Naturdenkmale in Korb (Württemberg)       | 1          | 8          | 9      |
| Leutenbach            | Liste der Naturdenkmale in Leutenbach (Württemberg) | 8          | 5          | 13     |
| Murrhardt             | Liste der Naturdenkmale in Murrhardt                | 14         | 47         | 61     |
| Oppenweiler           | Liste der Naturdenkmale in Oppenweiler              | 6          | 8          | 14     |
| Plüderhausen          | Liste der Naturdenkmale in Plüderhausen             | 2          | 25         | 27     |
| Remshalden            | Liste der Naturdenkmale in Remshalden               | 4          | 18         | 22     |
| Rudersberg            | Liste der Naturdenkmale in Rudersberg               | 17         | 33         | 50     |
| Schorndorf            | Liste der Naturdenkmale in Schorndorf               | 22         | 42         | 64     |
| Schwaikheim           | Liste der Naturdenkmale in Schwaikheim              | 1          | 5          | 6      |
| Spiegelberg           | Liste der Naturdenkmale in Spiegelberg              | 12         | 19         | 31     |
| Sulzbach an der Murr  | Liste der Naturdenkmale in Sulzbach an der Murr     | 10         | 23         | 33     |
| Urbach                | Liste der Naturdenkmale in Urbach (Remstal)         | 4          | 25         | 29     |
| Waiblingen            | Liste der Naturdenkmale in Waiblingen               | 8          | 21         | 29     |
| Weinstadt             | Liste der Naturdenkmale in Weinstadt                | 9          | 28         | 37     |
| Weissach im Tal       | Liste der Naturdenkmale in Weissach im Tal          | 5          | 10         | 15     |
| Welzheim              | Liste der Naturdenkmale in Welzheim                 | 11         | 37         | 48     |
| Winnenden             | Liste der Naturdenkmale in Winnenden                | 12         | 11         | 23     |
| Winterbach (Remstal)  | Liste der Naturdenkmale in Winterbach               | 10         | 23         | 33     |